# Aspicolpus pictipennis
Aspicolpus pictipennis är en stekelart som beskrevs av Charles Thomas Brues 1926. Aspicolpus pictipennis ingår i släktet Aspicolpus och familjen bracksteklar. Inga underarter finns listade.